# Clara Bonhur

a Compétitions nationales et continentales officielles uniquement.

Clara Bonhur, née en 2000, est une joueuse française de rugby à XV. Elle évolue aux postes de deuxième ligne ou troisième ligne au Stade bordelais, club avec lequel elle accède au titre de championne de France Élite 1 à deux reprises, en 2023 et 2024.

## Biographie
Clara Bonhur naît en 2000. Elle se forme au rugby à XV au Stade bordelais, où elle joue depuis l'âge de seize ans.
Le quotidien régional Sud Ouest lui décerne en 2021 un Oscar du sport, dans la catégorie « Sport universitaire ».
Lors du championnat de France Élite 1 2022-2023 elle prend part à trois des matchs de qualification et au quart de finale, contribuant ainsi au titre remporté par les Lionnes du Stade bordelais. En 2024 elle contribue à la reconquête du titre par le Stade bordelais après avoir participé à la totalité des rencontres du championnat 2023-2024, dont les trois matchs de la phase finale,.
Clara Bonhur est titulaire d'une licence STAPS en Management du sport et d'un master en Organisation sportive et management de projet[réf. obsolète]. Depuis 2018, elle anime des rencontres sportives en tant que speaker, et participe notamment à certains matchs de la Coupe du monde de rugby à XV 2023. À partir de 2023, elle est recrutée par le château Lafite comme chargée d'événementiels œnotouristiques[source insuffisante].

## Palmarès
- Vainqueur du Championnat de France en 2023 et 2024 avec le Stade bordelais.